# Liste des membres de l'expédition de Morée
Pour un article plus général, voir Expédition de Morée.
L'expédition de Morée est le nom donné à l’intervention terrestre de l’armée française dans le Péloponnèse entre 1828 et 1833, lors de la guerre d'indépendance grecque, afin de libérer la région des forces d'occupation turco-égyptiennes. Les membres étaient issus d'institutions militaires et scientifiques. 
Parmi les membres de l'expédition présents en Morée, dix deviendront par la suite Ministres (de la Guerre, de la Marine ou des Affaires étrangères en France, ou de l'Éducation en Grèce pour Michel Schinas) et l'un d'entre eux Premier Ministre (Eugène Cavaignac).

## Membres de l’expédition militaire
L'organigramme complet de l'État-Major est donné par le Capitaine Alexandre Duheaume en annexe de ses Souvenirs de la Morée, pour servir à l'histoire de l'expédition française en 1828-1829., Anselin, Paris, 1833.

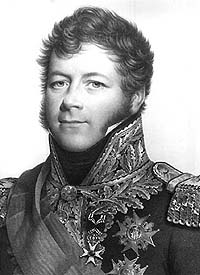
Le général Nicolas-Joseph Maison, commandant en chef du corps expéditionnaire de 1828 à 1829

- Lieutenant-Général Nicolas-Joseph Maison : commandant en chef du corps expéditionnaire de 1828 à 1829. Il est nommé Maréchal de France le 22 février 1829. À son retour de Morée, il sera nommé Ministre des Affaires étrangères en 1830, puis Ministre de la Guerre en 1835. En 1834, il est fait Grand-Croix de l’Ordre grec du Sauveur (la plus haute décoration décernée par l'État grec).
- Amiral Henri de Rigny : commandant de la flotte française victorieuse à la bataille de Navarin le 20 octobre 1827. Il sera nommé Ministre de la Marine en 1830 et en 1831, puis Ministre des Affaires étrangères en 1834.
- Maréchal de camp Antoine Simon Durrieu : chef de l'État-Major.
- Colonel au Corps royal Camille Alphonse Trézel : sous-chef de l'État-Major. Il est le frère du peintre Pierre Félix Trézel (membre de la section d’Archéologie de l'expédition scientifique de Morée). Il sera nommé Ministre de la Guerre en 1847, le dernier de la monarchie de Juillet avant la révolution de 1848.
- Maréchal de camp Tiburce Sébastiani : commandant de la 1re brigade. Il est le frère du maréchal Horace Sebastiani.
- Maréchal de camp Philippe Higonet : commandant de la 2e brigade.
- Maréchal de camp Virgile Schneider : commandant de la 3e brigade et de la brigade d'occupation de 1829 à 1831. Il sera nommé Ministre de la Guerre en 1839. En 1835, il est fait Grand commandeur de l’Ordre grec du Sauveur.
- Maréchal de camp Charles Louis Joseph Olivier Guéhéneuc : il remplace le général Schneider à la tête de la brigade d'occupation de 1831 à 1833.
- Colonel Charles Nicolas Fabvier : philhellène ayant organisé l’armée grecque, il est chargé d’accompagner l’expédition pour sa connaissance du terrain. En 1845, la troisième Assemblée nationale grecque de Trézène le fait Citoyen d'honneur grec et le roi Otto le fait Grand-Croix de l’Ordre grec du Sauveur (la plus haute décoration décernée par l'État grec).
- Colonel d'État-Major Guillaume Corbet : il est fait Commandeur de l'Ordre grec du Sauveur.
- Capitaine d’État-Major, Aide-de-camp Jean Baptiste Eugène, vicomte Maison: il est le fils du lieutenant-général Maison.
- Lieutenant Aide-Major Napoléon-Hector Soult, marquis de Dalmatie : attaché au Quartier-général. Il est le fils du célèbre  Maréchal napoléonien Jean-de-Dieu Soult, duc de Dalmatie (et futur premier ministre français). À son retour de Morée, Hector Soult entrera dans la diplomatie française et sera également député conservateur sous la deuxième république. Il publie ses observations et considérations diplomatiques sur la Grèce en 1831[1].
- Colonel Paul-Eugène de Faudoas-Barbazan : 3e régiment de chasseurs à cheval.
- Colonel Jean Ernest Ducos de La Hitte : commandant de l'artillerie. il sera nommé Ministre des Affaires étrangères de la deuxième république en 1849.
- Lieutenant-Colonel Joseph-Victor Audoy : commandant du génie.
- Colonel Antoine-Charles-Félix Hecquet : 54e régiment d’infanterie de ligne.
- Colonel Amédée Despans-Cubières. Il sera nommé Ministre de la Guerre par deux fois, en 1839 et en 1840.
- Colonel Félix-Louis de Narp
- Colonel Joseph Marcellin Rullière : il sera nommé Ministre de la Guerre de la deuxième république en 1848.
- Lieutenant-Colonel Anatole Mangin : 58e de Ligne. Il est fait Commandeur de l'Ordre grec du Sauveur.
- Lieutenant-Colonel Maxime Raybaud. Il sert pendant plusieurs années en Grèce sous les ordres du colonel Fabvier et du Prince Aléxandros Mavrokordátos (plusieurs fois Premier Ministre de Grèce), dont il est l'aide-de-camp. Il est le fondateur et directeur d'une imprimerie et d'un journal franco-grec, «Le Courrier d'Orient», à Patras en 1829.
- Lieutenant-Colonel Sanfourche : 42e régiment d’infanterie de ligne. Gouverneur de la place de Patras.
- Lieutenant-Colonel Grégoire Benoist de Lostende : volontaire.
- Capitaine d’État-Major Stamátis Voúlgaris : "détaché près du Président de la Grèce" (parfois écrit Stamati Bulgari). Il dessine avec le capitaine Garnot les plans de nombreuses villes grecques (Tripolitza, Corinthe, Nauplie et surtout Patras). Il est également le premier urbaniste de l'histoire grecque. Dans sa jeunesse, il étudia la peinture dans l'atelier de David et fut après l'un des premiers membres de l'École de Barbizon.
- Capitaine Jean Pierre Eugène Félicien Peytier : "détaché près du Président de la Grèce", ingénieur géographe et cartographe, dessinateur-peintre (nommé parfois Eugène, mais le plus souvent Pierre). Il réalise les premières cartes du nouvel État grec en 1832, puis 1852.
- Capitaine Auguste-Théodore Garnot : "détaché près du Président de la Grèce", dans le génie, il dessine avec le capitaine Voúlgaris les plans de nombreuses villes grecques (Tripolitza, Corinthe, Nauplie et Patras)
- Capitaine Jean-Henri-Pierre-Augustin Pauzié : "détaché près du Président de la Grèce", dans l'artillerie, il fonde l'École d'Artillerie (Σχoλή Πυρoβoλικoύ), puis l'École Centrale Militaire des Évelpides (Κεντρική Στρατιωτική Σχολή Ευελπίδων) en 1828 sur le modèle français de l'École Polytechnique[2].
- Capitaine Auguste Regnaud de Saint-Jean d'Angély : volontaire, interprète et philhellène. Il suit le colonel Fabvier en Grèce en 1825 afin d'organiser l'armée grecque, dont il devient commandant de la cavalerie. Il sera nommé Ministre de la Guerre de la deuxième république en 1851, puis Maréchal de France en 1859.
- Capitaine François Dominique Victor Espéronnier : chef d’escadron, de l'artillerie et du génie. Il est fait Commandeur de l'Ordre grec du Sauveur
- Lieutenant Sébastien-Louis-Gabriel Jorry : gouverneur de la place de Navarin de 1830 à 1833.
- Pierre François Lacenaire : célèbre poète, aventurier et assassin, il déserte juste avant d'embarquer pour l’expédition.
- Joseph-Charles-Maurice Mathieu de La Redorte : artillerie.
- Capitaine en second Louis Eugène Cavaignac : génie. Il sera nommé Ministre de la Guerre et Premier Ministre de la deuxième république en 1848. Il est décoré de la Croix d'Or de l'Ordre grec du Sauveur. Son témoignage de l’expédition est publié en 1897[3].
- Capitaine Alexandre Duheaume : 58e de Ligne. Son témoignage de l’expédition est publié en 1833[4].
- Jacques Mangeart : cofondateur d'une imprimerie et du journal franco-grec «Le Courrier d'Orient» à Patras en 1829. Son témoignage de l’expédition est publié en 1830[5].
- Docteur Gaspard Roux : médecin en chef. Son témoignage de l’expédition est publié en 1829[6].

## Membres de l’expédition scientifique

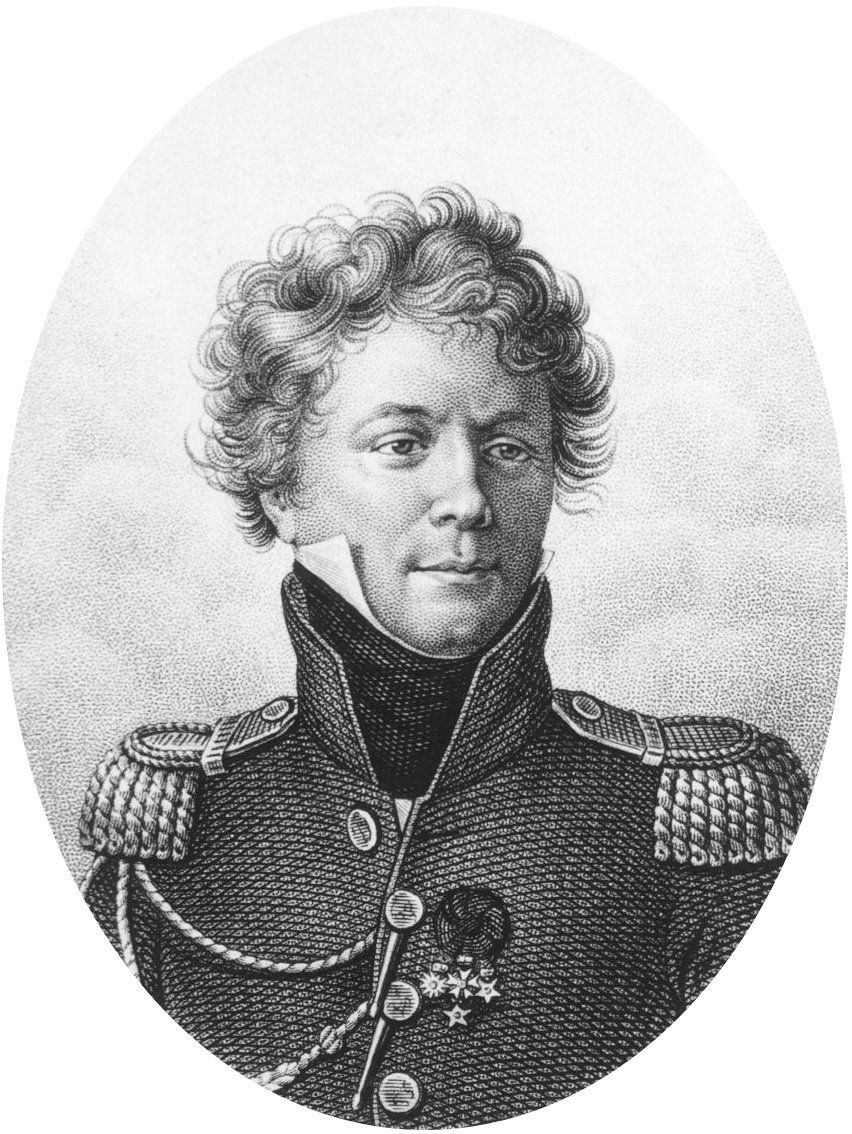
Le colonel Jean-Baptiste Bory de Saint-Vincent (officier, naturaliste et géographe), chef de l’expédition scientifique

### Section des sciences physiques
- Jean-Baptiste Bory de Saint-Vincent: colonel, naturaliste et géographe. Il est le chef de l’expédition scientifique et l'un des principaux auteurs des ouvrages consacrés à cette mission scientifique. Il dirige également la Section des Sciences Physiques.
- Prosper Baccuet: lieutenant des grenadiers à cheval de la Garde royale et peintre paysagiste.
- Louis Despréaux Saint-Sauveur: botaniste, spécialiste des cryptogames, lichens, champignons et algues.
- Gabriel Bibron: zoologue, herpétologiste et aide naturaliste.
- Gaspard Auguste Brullé: zoologue entomologiste.
- Sextius Delaunay: zoologue.
- Antoine Vincent Pector: zoologue.
- Gérard Paul Deshayes: conchyliologue, malacologue et géologue.

#### Géologie, Topographie et Cartographie
- Émile Le Puillon de Boblaye: géologue.
- Pierre Théodore Virlet d’Aoust: géologue.
- Jean Pierre Eugène Félicien Peytier: capitaine de l'armée, "détaché près du Président de la Grèce", ingénieur géographe et cartographe, dessinateur-peintre (nommé parfois Eugène, mais le plus souvent Pierre).
- Pierre Lapie: colonel, géographe, cartographe et topographe.
- Aristide-Camille Servier: ingénieur géographe.

### Section d'archéologie
- Léon-Jean-Joseph Dubois: archéologue, dessinateur, élève de Jacques-Louis David et collaborateur au Louvre de Jean-François Champollion. Il dirige la Section d’Archéologie.
- Charles Lenormant: archéologue et également collaborateur de Champollion, avec lequel il vient tout juste de revenir de son expédition d'Égypte de 1828. Il est directeur-adjoint la Section d’Archéologie.
- Edgar Quinet: historien, philosophe, poète et futur député et professeur au Collège de France. À son retour de l'expédition de Morée, il publie De la Grèce moderne, et de ses rapports avec l’antiquité, en 1830[7].
- Eugène-Emmanuel Amaury-Duval: peintre, il est l'un des premiers élèves à être admis dans l'atelier de Jean-Auguste-Dominique Ingres.
- Pierre Félix Trézel: peintre et frère du colonel au Corps royal Camille Alphonse Trézel (sous-chef de l'État-Major dans l’expédition militaire de Morée).
- Michel Schinas: écrivain et linguiste[8],[9] Après avoir vécu onze ans entre Paris (où il encourage les cercles philhellènes) et la Grèce (où il prend part activement à la guerre d’indépendance), il rejoint la mission scientifique dont il est le seul membre grec. Son projet vise à unifier la langue grecque et à établir un dictionnaire de grec moderne. Il deviendra le Ministre grec de l'Éducation en 1843[9].

### Section d'architecture et de sculpture
- Guillaume Abel Blouet: architecte, prix de Rome en 1821, il est chargé à son retour de Grèce de terminer l'arc de triomphe de l'Étoile qui est inauguré en 1836. Il dirige la Section d'Architecture et de Sculpture et est l'un des principaux auteurs des ouvrages consacrés à l'expédition de Morée.
- Amable Ravoisié: architecte et archéologue.
- Frédéric de Gournay: peintre.
- Pierre Achille Poirot: peintre.
- Jean-Baptiste Vietty: helléniste, archéologue et sculpteur. Il quitte rapidement ses collègues de l’expédition scientifique afin de visiter la Grèce seul et poursuit ses recherches dans le pays dans des conditions matérielles extrêmement difficiles jusqu'en août 1831. Il décède prématurément en France en 1842, dans une grande misère et sans avoir publié la moindre page de ses recherches en Morée (selon le témoignage du géologue Virlet d’Aoust dans une lettre au ministère de 1843). Pour une raison encore inconnue, la totalité de ses manuscrits, notes et croquis a été perdue par le ministère de l'Intérieur vers 1848 et demeure encore de nos jours introuvable, à l’exception des deux carnets récemment découverts[10].